# Comisión Nacional de Historia de Filipinas

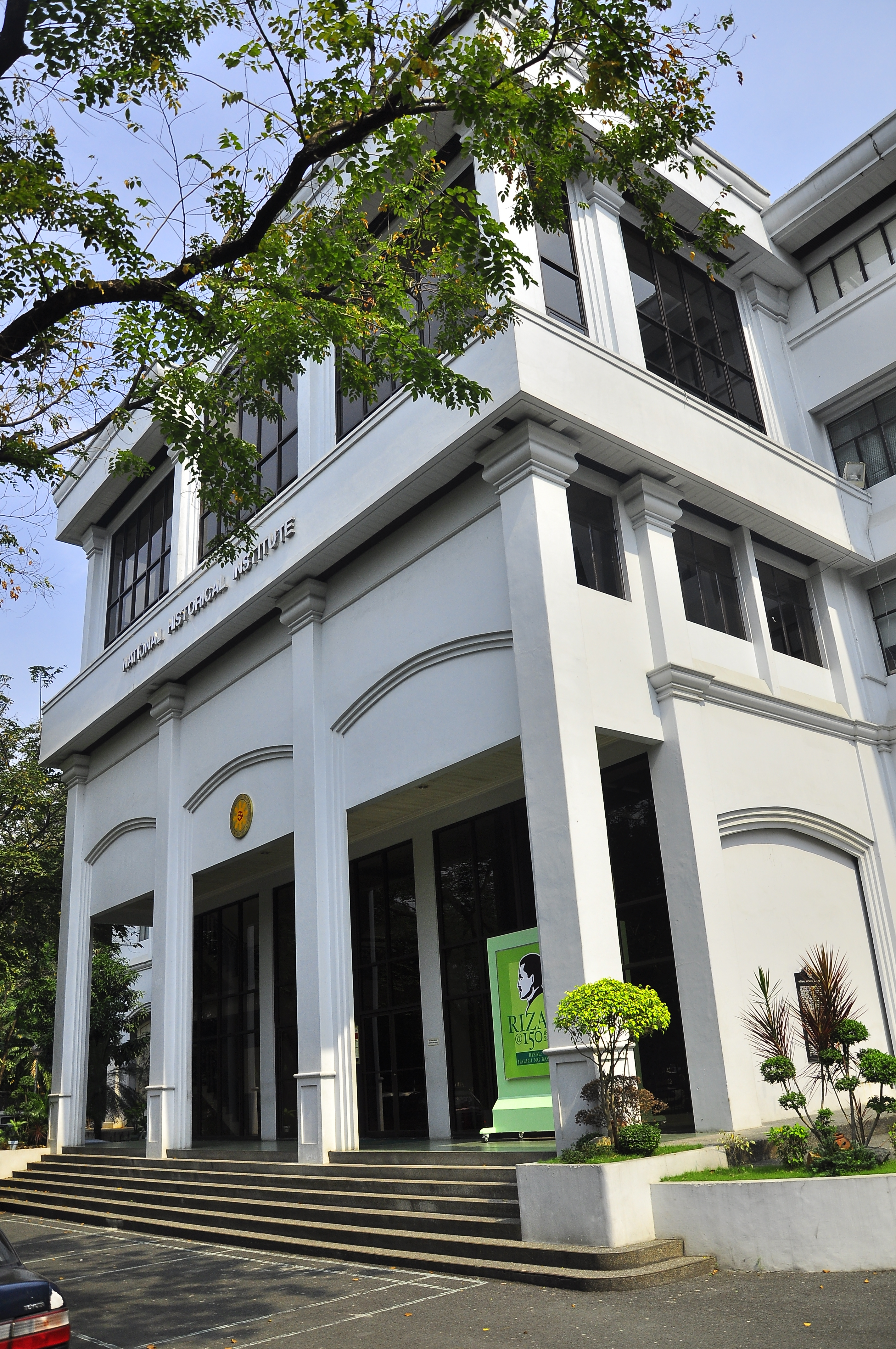
Edificio de la Comisión Histórica Nacional de Filipinas en Manila.

La Comisión Nacional de Historia de Filipinas o CNHF  (en inglés: National Historical Commission of the Philippines, NHCP), previamente conocido como el Instituto Nacional de Historia, es un organismo público del gobierno de Filipinas cuya misión es la promoción de la historia nacional y de la herencia cultural de ese país a través de la investigación, la difusión, la conservación, la gerencia de sitios y las obras heráldicas.
Su sede está ubicada en la ciudad de Manila, en av. T. M. Kalaw. A su lado, se encuentra el edificio de la Biblioteca Nacional de Filipinas y del Archivo Nacional.